# Opera (Tranvía de Amberes)
La estación de Opera es una estación de la red de Tranvía de Amberes, perteneciente a la sección del premetro, operada por las líneas    y .
Se encuentra en el túnel oeste de la red, bajo la plaza Teniersplaats.

## Presentación
La estación fue inaugurada el 25 de marzo de 1975. Es una de las más antiguas del Premetro de Amberes. Se caracteriza por el gran número de columnas que posee. De hecho, es la estación más grande de la red.
El primer nivel contiene las máquinas dispensadoras. El segundo hace lo propio con los andenes, incluyendo además el centro de control de las líneas de tranvía. También existe un tercer nivel, cerrado al público, con otros dos andenes en dirección Zuiderleien.
Al nivel de la calle, hay dos paradas de las líneas  y .

## Intermodalidad
| Antwerpen Opera |                         |
| Tranvía de Amberes |                         |
| --- | ----------------------- |
| \| Línea \| Recorrido \| \| ----- \| ----------------------- \| \| \| Luchtbal ↔ Zuid \| \| \| Schoonselhof ↔ Wijnegem \| |                         |
| Línea | Recorrido               |
| | Luchtbal ↔ Zuid         |
| | Schoonselhof ↔ Wijnegem |